# 巴亚尔骑士雕像
巴亚尔骑士雕像（Statue de Bayard）是法国东南部奥弗涅-罗讷-阿尔卑斯大区伊泽尔省省会格勒诺布尔，描绘巴亚尔骑士，是雕塑家尼科拉斯·拉吉的作品。它位于市中心的圣安德烈广场中心，面对着多菲内高等法院宫、圣安德肋堂,以及格勒诺布尔最古老的咖啡馆圆桌咖啡馆。

## 历史
巴亚尔骑士雕像由意大利雕塑家尼古拉·拉吉建于1822年。。